# L'Art du Disque-monde
L'Art du Disque-monde (titre original : The Art of Discworld) est un recueil d'illustration sur le thème du Disque-monde de Terry Pratchett. Il est coécrit par Terry Pratchett et Paul Kidby.
Après une introduction sur le disque-monde lui-même, le livre est composé de chapitres consacrés à un lieu personnage ou un groupe de personnages. On retrouve alors l'explication de la création de ce personnage par Pratchett accompagnée d'illustrations de ce personnage (voir les notes sur la création graphique du personnage par Kidby).
On retrouve dans l'ordre :
- La grande A'Thuin
- Ankh-Morpork
  - Le Guet Municipal
  - La guilde des assassins
  - La maison du rire
  - La guilde des Mendiants
  - Les Nains
  - Les Dragons
  - Deuxfleurs
  - Rincevent
  - L'Université de l'Invisible
  - La Science du Disque-monde
  - Le bibliothécaire
- La famille Mort
- Le Royaume de Lancre
  - Ses sorcières
- Les Nac mac Feegle
- L'Überwald
  - Les Vampires
  - La famille Igor
- Les barbares
- Les dieux
- Léonard de Quirm

## Éditions françaises
- En 2007 dans la Librairie L'Atalante.  (ISBN 978-2-84172-379-9).